# 岩松村 (佐賀県)
岩松村（いわまつむら）は、佐賀県小城郡にあった村。現在の小城市の一部にあたる。

## 地理
嘉瀬川支流・祇園川の流域に位置していた。

## 歴史
- 1889年（明治22年）4月1日、町村制の施行により、小城郡岩蔵村、松尾村が合併して村制施行し、岩松村が発足[1][2]。旧村名を継承した岩蔵、松尾の2大字を編成[2]。
- 1932年（昭和7年）4月1日、小城郡小城町、三里村、晴田村と合併し、小城町が存続して廃止された[1][2]。合併後、小城町大字岩蔵・松尾となる[2]。

### 地名の由来
合併旧村名の各一字を組み合わせたもの。

## 産業
- 農業、工業、商業[2]
- 産物
  - 和紙：1899年（明治32年）組合立工場が設置され、1903年（明治36年）製紙研究所となり、1906年（明治39年）模範製紙工場となった[2]。
  - 機械製紙：1921年（大正10年）頃から全国的に機械製紙が増加すると和紙農家が減少し、1928年（昭和3年）大字松尾に肥前製紙小城製紙所が設置され機械製紙を操業した[2]

## 教育
- 岩松尋常高等小学校（大字岩蔵）[2]